# Рехколово
Рехколово (фин. Riehkala) — упразднённая деревня на территории Пушкинского района Санкт-Петербурга, в юго-западной части современного посёлка Александровская.

## История
Деревня Рехколова упоминается на «карте окружности Санкт-Петербурга» 1810 года.

РЕХКОЛОВО — деревня принадлежит ведомству Красносельской удельной конторы, число жителей по ревизии: 97 м. п., 96 ж. п. (1838 год)

Деревня входила в состав лютеранского прихода Туутари. В пояснительном тексте к этнографической карте Санкт-Петербургской губернии П. И. Кёппена 1849 года она записана как деревня Riehkala (Rehkola) (Рехколово (Рехкола)) и указано количество её жителей на 1848 год: эвремейсов — 99 м. п., 89 ж. п., всего 188 человек.

РЕХКОЛОВО — деревня Красносельского удельного имения, по почтовому тракту, число дворов — 33, число душ — 99 м. п. (1856 год)

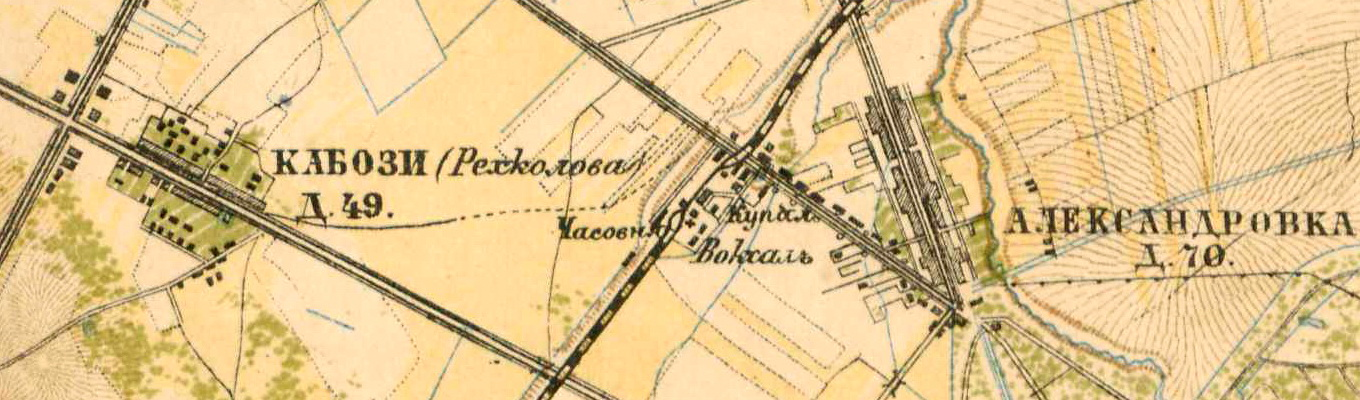
План деревни Рехколово (Кабози). 1885 год

В 1885 году деревня Рехколова (Кабози) насчитывала 49 крестьянских дворов.

РЕККОЛА (КАБОЗИ) — деревня удельная при пруде, число дворов — 31, число жителей: 104 м. п., 109 ж. п. (1862 год)

В XIX — начале XX века деревня административно относилась к 3-му стану Царскосельского уезда Санкт-Петербургской губернии.
По административным данным 1933 года деревня Рехколово входила в состав Талликовского финского национального сельсовета Ленинградского Пригородного района.

План деревни Рехколово. 1939 год

Согласно топографической карте 1939 года деревня Рехколово насчитывала 97 дворов.
В годы войны, в районе деревни Рехколово проходили бои по снятию блокады Ленинграда. Рядовой, сержантский и офицерский состав проявил многочисленные примеры героизма, мужества и отваги. Младшему лейтенанту Александру Ивановичу Волкову, закрывшему собой амбразуру 15 января 1944 года, и старшему лейтенанту Игорю Михайловичу Бойцову, вызвавшему огонь на себя 16 января 1944 года, посмертно присвоено звание Героя Советского Союза.
В настоящее время на территории бывшей деревни находится садоводство «Рехколово», расположенное между Киевским и Волхонским шоссе.